# حساب پس‌انداز معاف از مالیات
حساب پس‌انداز معاف از مالیات (به انگلیسی: tax-free savings account) که به صورت اختصار تی‌اف‌اس‌اِی (TFSA) نیز نامیده می‌شود،‌ نوعی حساب در کاناداست که دارندگان آن می‌توانند از مزایای مالیاتی‌اش بهره‌مند شوند. درآمدهای ناشی از سرمایه موجود در این حساب، اعم از سود سرمایه‌ای یا سود سهام در بیشتر موارد از شمول مالیات معاف است. حتی در صورت برداشت مبلغ از این حساب نیز مالیاتی به آن تعلق نمی‌گیرد. 
حساب پس‌انداز معاف از مالیات، بر خلاف نامش، یک حساب معمولی بانکی نیست. در واقع هر فرد می‌تواند به جز پول نقد، سایر انواع سرمایه‌ها نظیر سهام، اوراق قرضه، صندوق سرمایه‌گذاری مشترک و گواهی سرمایه‌گذاری تضمینی را نیز در آن قرار دهد. به پول نقدی که در این حساب می‌ماند نیز سود تعلق می‌گیرد که البته معاف از مالیات است. 